# 慕容鎮
慕容鎮（？—410年），十六国後燕、南燕桂阳王，392年，跟随慕容垂征讨翟钊。之后跟随慕容德对抗北魏，建立南燕，平定泰山王始。慕容超为皇帝，加封慕容镇为开府仪同三司。慕容镇又帮助慕容超平定反叛的北地王慕容钟，而被封为太尉。在刘裕北伐时，他批评慕容超像汉末的刘璋放敌军到自己的腹地，慕容超大怒，将他下狱。之后，将他释放，问他是不是可以求援于后秦。慕容镇反对，认为应该决一死战。慕容超把希望寄托于后秦，最终国亡，慕容镇一起被杀。